# Vuelo 5904 de Turkish Airlines

El vuelo 5904 de Turkish Airlines fue un Boeing 737-400 en vuelo posicional internacional desde el aeropuerto de Adana Şakirpaşa en Adana, Turquía al aeropuerto internacional rey Abdulaziz en Yeda, Arabia Saudí que se estrelló el 7 de abril de 1999 en los alrededores de Ceyhan, Provincia de Adana al sur de Turquía unos ocho minutos después del despegue. El vuelo tenía como objetivo llegar a Arabia Saudí para traer de vuelta a peregrinos desde Yeda, y por ello había despegado sin ningún pasajero a bordo. Los seis tripulantes fallecieron en el accidente.

## Vuelo
El avión fue un Boeing 737-400, construido en 1995, registrado como TC-JEP, y con el nombre de Trakya. Propiedad de ILFC, una compañía de alquiler de aeronaves americana, contaba con dos motores CFM International CFM56 y habçia acumulado unas 11600 horas de vuelo en 6360 vuelos en el momento del accidente.
El vuelo previo procedente del aeropuerto internacional rey Abdulaziz en Yeda, Arabia Saudí había traído sin incidencias a 150 peregrinos que regresaban del hajj al Aeropuerto de Adana Şakirpaşa, donde había aterrizado alrededor de las 23:45 EET (20:45 UTC). Tras permanecer una hora aproximadamente en tierra para repostar, el vuelo 5904 despegó con una nueva tripulación –dos pilotos y cuatro TCP– y entre diez y quince toneladas de combustible a las 00:36 EET para traer de vuelta a más peregrinos desde Yeda.
Antes del despegue, a petición de la tripulación, el controlador de la Base Aérea de Incirlik les proporcionó el informe de la situación meteorológica, informando a la tripulación de que todo el aeródromo estaba completamente cubierto por formaciones tormentosas que se desplazaban de sur a norte.

### Accidente
A las 00:44 EET, a una altitud de unos 10 000 pies (3048 m), la aeronave comenzó a descender hasta impactar contra un campo a unos 30 millas náuticas (55,6 km) al este-noreste del aeropuerto cerca de la población de Hamdilli, en las proximidades de Ceyhan, Provincia de Adana. La fuerza del impacto creó un agujero de 15 metros (49,2 pies) de profundidad y un diámetro de 30 metros (98,4 pies). El estabilizador horizontal fue descubierto a unos 250 metros (820,2 pies) de los restos principales, que estaban esparcidos en un área de unos 500 metros cuadrados (5382,0 ft²). Sus seis ocupantes fallecieron instantáneamente.
La colisión produjo una fuerte explosión que fue visible desde Hamdili. Después de que la aeronave desapareciese del radar, los controladores aéreos del aeropuerto de Adana y de la base aérea de Incirlik se lo notificaron de inmediato a la Gendarmería y a la policía para que iniciase las operaciones de búsqueda y rescate.

## Investigación
La investigación del accidente fue llevada a cabo por la Dirección General de Aviación Civil (DGCA) de Turquía. La grabadora de voz de cabina reveló que mientras los pilotos luchaban por recuperar el control de la aeronave, al menos algunos de los cuatro tripulantes de cabina de pasajeros estaban en el interior de la cabina de mando en estado de pánico y gritando. Se escuchaba al primer oficial diciéndole al capitán "aman ağabey, gittik, gidiyoruz, bas.." (que podría traducirse como "Oh hermano, nos estamos yendo, nos vamos, empuja...").

### Informe final
El informe final concluyó que:

1. Las diversas tormentas probablemente contribuyeron al accidente.
2. El sistema antihielo pitot-estática probablemente no fue activado durante los preparativos del vuelo.
3. La tripulación no reconoció la causa de las erráticas indicaciones de velocidad aérea.
4. La tripulación no utilizó otros indicadores de cabina para controlar y recuperar el avión.
5. La presencia de tripulantes de cabina en la cabina de mando probablemente distrajo a los pilotos.